# Écozone paléarctique : plantes à graines par nom scientifique (L)

## La

### Lab
- Laburnum - fam. Fabaceae
  - Laburnum alpinum
  - Laburnum anagyroides - Cytise faux ébénier

### Lac
- Laccospadix - fam. Arécacées - (palmier)
  - Laccospadix australasica

- Lactuca - fam. Astéracées (légume)
  - Lactuca canadensis - Laitue du Canada
  - Lactuca perrenis - Laitue vivace
  - Lactuca quercina - Laitue du Quercy
  - Lactuca saligna
  - Lactuca sativa ou Lactuca scariola sativa - Laitue
  - Lactuca serriola
  - Lactuca sibirica
  - Lactuca tatarica
    - Lactuca tatarica pulchella

  - Lactuca virosa

### Lae
- Laeliocattleya - fam. Orchidacées (orchidée)

### Lag
- Lagarosiphon - fam. Hydrocharitacées
  - Lagarosiphon major

- Lagenaria - fam. Cucurbitacées (légume)
  - Lagenaria vulgaris ou Tricosanthes anguina - Concombre longe

- Lagerstroemia - fam. Lythracées (arbuste)
  - Lagerstroemia indica - Lilas des Indes

### Lam
- Lamium - fam. des Lamiaceae
  - Lamium album L. - Lamier blanc ou Ortie blanche
  - Lamium amplexicaule L. - Lamier amplexicaule
  - Lamium maculatum (L.) L. - Lamier tacheté, Lamier rouge ou Ortie rouge
  - Lamium galeobdolon (L.) L. - Lamier jaune
  - Lamium purpureum L.
    - Lamium purpureum var. purpureum - Lamier pourpre

- Lampsana - fam. Asteraceae
  - Lampsana comunis - Lampsane commune

### Lan
- Lantana - fam. Verbénacées (plante tropicale)
  - Lantana camara - Lantana
  - Lantana sellowiana - Lantana

### Lar
- Larix - fam. Pinaceae (voir aussi mélèze)
  - Larix decidua - Mélèze d'Europe
    - Larix decidua pendula
    - Larix decidua pulii
    - Larix decidua sudetica - Mélèze des Sudètes

  - Larix gmelini - Mélèze de Dahurie
  - Larix kaempferi - Mélèze du Japon
  - Larix laricina - Mélèze laricin
  - Larix leptolepis -
  - Larix occidentalis - Mélèze occidental
  - Larix sibirica - Mélèze de Sibérie

### Las
- Laser - fam. Apiacées
  - Laser trilobum - Siler à trois lobes

- Laserpitium - fam. Apiacée
  - Laserpitium latifolium
  - Laserpitium prutenicum
  - laserpitium siler

### Lat
- Latania ou Cocothrinax - fam. Arécacées (palmier)
  - Latania lontaroides - Latanier

- Lathraea - fam. Scrophulariaceae
  - Lathraea clandestina L.
  - Lathraea squamaria L.

- Lathyrus - fam. Fabaceae (plante grimpante)
  - Lathyrus angulatus
  - Lathyrus aphaca - Gesse aphaca
  - Lathyrus heterophyllus
  - Lathyrus hirsutus
  - Lathyrus japonicus - Gesse du Japon
  - Lathyrus latifolius - Gesse à feuilles larges ou « Pois vivace »
  - Lathyrus linifolius
  - Lathyrus niger - Gesse noire
  - lathyrus nissolia
  - Lathyrus odoratus - Gesse odorante ou « Pois de senteur »
  - Lathyrus palustris - Gesse des marais
  - Lathyrus pannonicus
  - Lathyrus pratensis - Gesse des prés
  - Lathyrus sphaericus
  - Lathyrus sylvestris - Gesse des bois
  - Lathyrus tuberosus - Gesse tubéreuse
  - Lathyrus venosus
    - Lathyrus venosus 'Intonsus' 

  - Lathyrus vernus - Gesse printanière

### Lau
- Laurentus - (plante épiphyte)

- Laurus - fam. Lauracées (arbre)
  - Laurus nobilis - Laurier

### Lav
- Lavandula - fam. Lamiaceae
  - Lavandula angustifolia - Lavande vraie
  - Lavandula latifolia - Lavande aspic
  - Lavandula stoechas - Lavande papillon

- Lavatera - fam. Malvaceae
  - Lavatera olbia - Lavatère d'Hyres
  - Lavatera thuringiaca - Lavatère de Thuringie
  - Lavatera trimestris - Lavatère

## Le

### Lec
- Lecointea

### Led
- Ledum fam. Éricacées (plante de tourbière)
  - Ledum groenlandicum - Lédon du Groeland ou « Thé du Labrador »
  - Ledum palustris - Lédon des marais

### Lee
- Leersia
  - Leersia oryzoides - Leersia faux-riz
  - Leersia virginica - Leersia de Virginie

### Leg
- Legousia fam. Campanulacées
  - Legousia hybrida
  - Legousia speculum-veneris

### Lem
- Lembotropis fam. Fabacées
  - Lembotropis nigricans

- Lemna- fam. Lemnacées
  - Lemna gibba
  - Lemna minor
  - Lemna trisulca

### Len
- Lens - fam. Fabaceae
  - Lens culinaris - Lentille cultivée

### Leo
- Leondoton - fam. Astéracées
  - Leondoton autumnalis

- Leontopodium - fam. Astéracées
  - Leontopodium alpinum - Edelweiss ou « Étoile des neiges »

- Leonurus - fam. Lamiacées
  - Leonurus cardiaca - Agripaume

### Lep
- Lepidium - fam. Brassicacées (légume)
  - Lepidium sativum - Cresson alénois

- Leptospermum
  - Leptospermum scoparium

### Leu
- Leucaena - fam. Mimosacée (arbre)

- Leucanthemopsis - fam. Astéracées
  - Leucanthemopsis alpinum - Marguerite des Alpes
  - Leucanthemopsis flaveola
  - Leucanthemopsis pallida
  - Leucanthemopsis pulverulenta
  - Leucanthemopsis radicans

- Leucanthemum - fam. Astéracées
  - Leucanthemum arundanum
  - Leucanthemum atratum
  - Leucanthemum burnatii
  - Leucanthemum chloroticum
  - Leucanthemum corsicum
  - Leucanthemum discoideum
  - Leucanthemum gracicaule
  - Leucanthemum graminifolium
  - Leucanthemum monspeliense
  - Leucanthemum paludosum
  - Leucanthemum vulgare - Marguerite commune
  - Leucanthemum waldsteinii

- Leucojum ou Leucoium - fam. Amaryllidacées
  - Leucojum vernum - Nivéole de printemps
  - Leucojum aestivum - Nivéole d'été
  - Leucojum nicaeense - Nivéole de Nice

- Leucothoe
  - Leucothoe fontanesiana

- Leuzea
  - Leuzea conifera - Leuzée conifère

### Lev
- Levisticum - fam. Apiacées
  - Levisticum officinale - Ache de montagne ou livèche

### Ley
- Leycesteria
  - Leycesteria formosa

- Leymus
  - Leymus arenarius

## Li

### Lia
- Liatris - fam. Composées
  - Liatris spicata - Liatris spicata

### Lic
- Licuala - fam. Arécacées (palmier)
  - Licuala grandis

### Lig
- Ligularia
  - Ligularia sibirica - Ligulaire de Sibérie

- Ligusticum
  - Ligusticum scothicum

- Ligustrum - fam. Oléacées (arbuste)
  - Ligustrum japonicum
    - Ligustrum	japonicum rotundifolium

  - Ligustrum lucidum
    - Ligustrum lucidum Aureomarginatum
    - Ligustrum	lucidum	Texanum

  - Ligustrum obtusifolium
    -  Ligustrum obtusifolium regelianum

  - Ligustrum ovalifolium - Troène
    - Ligustrum	ovalifolium Argenteomarginatum - Troène
    - Ligustrum	ovalifolium Aureum - Troène

  - Ligustrum vulgare - Troène commun
    - Ligustrum	vulgare atrovirens
    - Ligustrum	vulgare	lodense

  - Ligustrum vicaryi

### Lil
- Lilium - fam. Liliacées
  - Lilium auratum
  - Lilium canadense - Lys du Canada
  - Lilium candidum - Lys blanc ou « Lis de la Madone », « Lis de la Saint-Jean »
  - Lilium longiflorum - Lys en cornet
  - Lilium martagon - Lys martagon
  - Lilium regale - Lys royal
  - Lilium speciosum
    - Lilium speciosum album
    - Lilium speciosum rubrum
    - Lilium speciosum roseum

  - Lilium tigrinum - Lys tigre
    - Lilium tigrinum splendens - Lys tigre à grandes fleurs
    - Lilium tigrinum flore-pleno - Lys tigre à fleurs doubles

### Lim
- Limodorum - fam. Orchidaceae (orchidée)
  - Limodorum abortivum - Limodore à feuilles avortées
  - Limodorum trabutianum

- Limonium - fam. Plumbaginaceae
  - Limonium binervosum - Statice de l'ouest
  - Limonium bonduelli - Statice de Bonduell
  - Limonium latifolia - Statice à large feuille
  - Limonium obtusifolium - Lilas de mer
  - Limonium sinuata - Statice sinuée
  - Limonium suworowii - Statice de Suworowii
  - Limonium tartaricum - Statice de Tartarie
  - Limonium tremolsii - Statice de Trémols
  - Limonium vulgare - Lavande de mer

### Lin
- Linanthus - fam. Polémoniacées
  - Linanthus grandiflorus - Leptosiphon hybride

- Linaria - fam. Scrophulariaceae (plante rustique)
  - Linaria alpina - Linaire des Alpes
  - Linaria bipartita - Linaire pourpre
  - Linaria flava - Linaire jaune
  - Linaria marocana - Linaire du Maroc
  - Linaria vulgaris - Linaire commune

- - Linaria cymbalaria - voir Cymbalaria muralis - Cymbalaire des murs, linaire cymbalaire, linaire vivace ou Ruine-de-Rome
  - Linaria elatine - voir Kickxia elatine - Linaire élatine ou  Velvote
  - Linaria minor voir  Chaenorhinum minus

- Lindera
  - Lindera benzoin

- Lindernia
  - Lindernia dubia
    - Lindernia dubia Inundata

- Linnaea
  - Linnaea borealis

- Linum - fam. Linaceae (plante rustique)
  - Linum capitatum
  - Linum dolomiticum
  - Linum grandiflorum - Lin à grande fleur
  - Linum narbonense - Lin de Narbonne
  - Linum perenne - Lin vivace
  - Linum usitatissimum - Lin cultivé
  - Linum viscosum - Lin visqueux

### Lip
- Liparis - fam. Orchidacées (orchidée)
  - Liparis loeselii - Liparis de Loesel

- Lipocarpha
  - Lipocarpha micrantha

- Lippia
  - Lippia citriodora
  - Lippia repens

### Liq
- Liquidambar - fam. Hamamélidacées (arbre)
  - Liquidambar styraciflua - Liquidambar ou « Copalme d'amérique »

### Lir
- Liriodendron - fam. Magnoliaceae
  - Liriodendron chinense - Tulipier de Chine
  - Liriodendron tulipifera - Tulipier de Virginie

### Lis
- Listera - fam. Orchidacées (orchidée)
  - Listera auriculata
  - Listera australis
  - Listera convallarioides
  - Listera cordata
  - Listera ovata - Listère à feuilles ovales

### Lit
- Litchi - fam. Sapindacées (arbuste fruitier)
  - Litchi chinensis - Litchee

- Lithospermum - fam. Borraginacées
  - Lithospermum - Grémil des Pouilles
  - Lithospermum arvense - Grémil des champs

### Liv
- Livistona - fam. Arécacées (palmier)
  - Livistona australis
  - Livistona chinensis

## Lo

### Lob
- Lobelia - fam. Campanulacées
  - Lobelia cardinalis - Lobélie écarlate ou « Lobélie cardinal »
  - Lobelia erinus
  - Lobelia siphilitica - Lobélie bleu

- Lobularia - Brassicacées
  - Lobularia maritima - Alysse odorant

### Loi
- Loiseleuria - fam. Éricacées
  - Loiseleuria procumbens - Azalée des Alpes ou « Loiseleure couchée »

- Lolium - fam. Poacées (herbe)
  - Lolium multiflorum - Ivraie multiflore ou « Ray-grass »
  - Lolium perenne - Ivraie vivace
  - Lolium temulentum - Ivraie énivrante

### Lom
- Lomatogonium
  - Lomatogonium rotatum

### Lon
- Lonicera - fam. Caprifoliacées (plante grimpante)
  - Lonicera caerulea
  - Lonicera canadensis - Chèvrefeuille du Canada
  - Lonicera caprifolium - Chevrefeuille des jardins
  - Lonicera fragantissima
  - Lonicera implexa - Chèvrefeuille d'Étrurie
  - Lonicera involucrata
  - Lonicera japonica - Chèvrefeuille du Japon
  - Lonicera maackii - Chèvrefeuille de Maack
  - Lonicera nitida
  - Lonicera periclymenum - Chèvrefeuille des bois
  - Lonicera pileata
  - Lonicera purpusii ou Lonicera fragrantissima
  - Lonicera standishii
  - Lonicera tartarica - Chèvrefeuille de Tartarie
  - Lonicera villosa
  - Lonicera xylosteoïdes
  - Lonicera xylosteum - Chèvrefeuille des haies

### Lot
- Lotus - fam. Fabacées
  - Lotus aduncus
  - Lotus aegaeus
  - Lotus angustissimus - Lotier très étroit
  - Lotus arenarius
  - Lotus azoricus
  - Lotus borbasii
  - Lotus collinus
  - Lotus conimbricensis - Lotier de Coïmbre
  - Lotus corniculatus - Lotier corniculé
  - Lotus creticus
  - Lotus cytisoides
  - Lotus delortii
  - Lotus depranocarpus
  - Lotus edulis
  - Lotus glareosus
  - Lotus halophilus
  - Lotus krylovii
  - Lotus maritimus - Lotier-pois
  - Lotus ornithopodioides
  - Lotus pallustris - Lotier des marais
  - Lotus parviflorus
  - Lotus pedonculatus
  - Lotus peregrinus
  - Lotus preslii
  - Lotus stenodon
  - Lotus strictus
  - Lotus subbiflorus
  - Lotus tenuis - Lotier à feuilles ténues
  - Lotus tetraphyllus
  - Lotus uliginosus - Lotier des marais

## Lu

### Lue
- Luetzelburgia

### Luf
- Luffa - fam. Cucurbitacées (plante grimpante)
  - Luffa acutangula ou Luffa cylindrica - Éponge végétale

### Lun
- Lunaria - fam. Crucifères
  - Lunaria annua ou Lunaria biennis - Monnaie-du-pape
  - Lunaria rediviva - Lunaire vivace
  - Lunaria telekiana

### Lup
- Lupinus - fam. Fabacées (plante rustique)
  - Lupinus mutabilis - Lupin changeant
  - Lupinus Hartwegii - Lupin de Hartweg
  - Lupinus hirsutus - Lupinus grand
  - Lupinus luteus - Lupin jaune souffre
  - Lupinus perennis - Lupin bleu
  - Lupinus polyphillus - Lupin des prairies ou « lupin polyphille »

### Lur
- Luronium
  - Luronium natans - Flûteau nageant

### Luz
- Luzula - fam. Joncacées
  - Luzula parviflora
  - Luzula spicata

## Ly

### Lyc
- Lycianthes
  - Lycianthes rantonnetii - Solanum à fleurs bleues

- Lycopersicum - fam. Solanacées (légume)
  - Lycopersicum esculentum - Tomate

- Lycopsis
  - Lycopsis arvensis - Petite buglosse

- Lycopus
  - Lycopus americanus
    - Lycopus americanus laurentianus

  - Lycopus asper - Lycopus du Nord du Québec.
  - Lycopus uniflorus
  - Lycopus virginicus - Lycopus de Virginie

### Lys
- Lysichiton - Araceae
  - Lysichiton americanus (zone néarctique) - Lysichiton américain ou Lysichite jaune
  - Lysichiton camtschatsensis - Lysichite blanc

- Lysimachia - fam. Primulacées (plante rustique)
  - Lysimachia nummularia - Lysimaque nummulaire ou « Herbe aux écus »
  - Lysimachia punctata - Lysimaque ponctuée
  - Lysimachia hibrida - Lysimaque hybride
  - Lysimachia quadrifolia - Lysimaque à quatre feuilles
  - Lysimachia terrestris - Lysimaque terrestre
  - Lysimachia vulgaris - Lysimaque commune ou grande lysimaque

### Lyt
- Lythrum - (plante de tourbière)
  - Lythrum borysthenicum ou Peplis erecta - Péplis dressé
  - Lythrum salicaria - Salicaire

Voir aussi Plantes par nom scientifique